# Bill Tapia
William Tapia (Honolulu, 1º gennaio 1908 – Los Angeles, 2 dicembre 2011) è stato un musicista statunitense, noto soprattutto come suonatore di ukulele. Notevole è stata anche la longevità della sua carriera di musicista professionista, che lo ha visto sulle scene dal 1918 fino al 2010.

## Biografia
Nato a Honolulu nelle Hawaii nel 1908, conosciuto come "Uncle Bill" e "Tappy", Bill Tapia era americano di origine portoghese. Tapia era già attivo professionalmente nel 1918, all'età di 10 anni, quando, ingaggiato dall'esercito degli Stati Uniti, suonava “Stars and Stripes Forever” per le truppe di stanza alle Hawaii durante la prima guerra mondiale.
Tapia ha vissuto una lunga carriera professionistica, iniziata nel varietà (il vaudeville degli Stati Uniti) e presto allargatasi alla pratica della chitarra jazz e dell'ukulele.
Ha suonato con nomi storici della musica, del Novecento, come Bing Crosby, Louis Armstrong, Elvis Presley e con musicisti hawaiani come King Bennie Nawahi, Sol Ho‘opi’i, e Andy Iona. Impartì anche lezioni di ukulele ad artisti dello spettacolo come Clark Gable e Shirley Temple
È morto, poco meno di un mese dal compiere 104 anni, il 2 dicembre 2011 a Los Angeles.